# Józef Broda

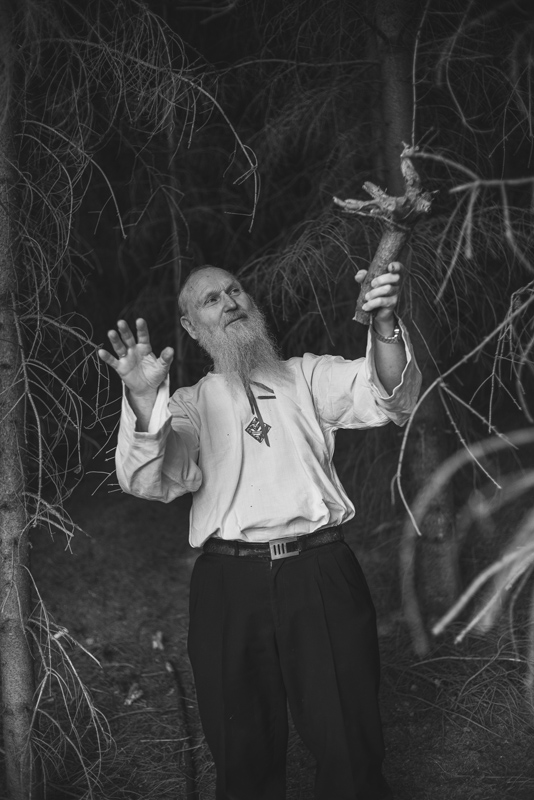
Józef Broda (2018)

Józef Broda (ur. 9 grudnia 1941 w Ustroniu) – polski pedagog, folklorysta, multiinstrumentalista, budowniczy instrumentów ludowych.
Prowadził warsztaty muzyczne, teatralne i obrzędowe dla dzieci, zajęcia ze studentami i nauczycielami, ucząc ich wsłuchiwania się w naturę. Występował z Warszawskim Kwartetem Saksofonowym, wykonującym muzykę od Bacha po Kilara, w połączeniu z instrumentami ludowymi.
Wielokrotnie prowadził i zapowiadał koncerty i przeglądy folklorystyczne i folkowe, m.in. na Festiwalu Nowa Tradycja, Festiwal Kapel i Śpiewaków Ludowych w Kazimierzu Dolnym i wielu innych.
Swoje przemyślenia na temat przyrody, ludzi i ich współegzystencji zawarł w wielu rozmowach i wywiadach, mówiąc, że mądrością człowieczą jest to, żeby miał świadomość, że jest cząstką większej całości, której nie jest i nie będzie w stanie objąć. Może ją jedynie poznawać cząstkowo. I to poznawanie jest wielką nagrodą, pozwala nam doświadczyć, że jesteśmy czymś więcej....
Zbiór swoich myśli zawarł w książce „Łapanie Chwili”.
Od 1992 gospodarz i reżyser koncertów odbywających się w ramach Międzynarodowego Festiwalu Dziecięcych Zespołów Regionalnych ŚWIĘTO DZIECI GÓR.

## Życie prywatne
Ojciec Joszka Brody, Katarzyny Brody-Firli i Macieja Brody.

## Odznaczenia
- W roku 2002 otrzymał Nagrodę im. ks. Leopolda Jana Szersznika, a w 2006  - Nagrodę im. Karola Miarki[5].

- 2 grudnia 2008, podczas uroczystości w Małopolskim Centrum Kultury „Sokół” w Nowym Sączu, odebrał z rąk marszałka województwa małopolskiego Marka Nawary nadany przez ministra kultury i dziedzictwa narodowego  Bogdana Zdrojewskiego Srebrny Medal „Zasłużony Kulturze Gloria Artis”[6].
- 11 listopada 2012 został uhonorowany „Srebrną Cieszynianką” – Laurem Ziemi Cieszyńskiej, jako jeden z zasłużonych mieszkańców Śląska Cieszyńskiego[7].
- 24 lutego 2014 roku Józef Broda został odznaczony Krzyżem Kawalerskim Orderu Odrodzenia Polski[8].
- 5 października 2016 roku podczas gali, która odbyła się w Łazienkach Królewskich w Warszawie otrzymał doroczną Nagrodę Ministra Kultury i Dziedzictwa Narodowego w kategorii „twórczość ludowa”[9]

## Dyskografia
- Symfonia o przemijaniu, życiu, śmierci... (1997)

### Składanki
- Swoboda – utwór na LP Fala (1985)
- Wśród nocnej ciszy...
  - Wśród nocnej ciszy – opracowanie, śpiew, listek
  - Kolęda na rogach – róg
  - Ojcze nasz Wszechmogący – śpiew
  - Stowejcie łuś mili ludzie – fujarka, śpiew
  - A mały chłopiec ich poprowadzi... – śpiew
  - Listkowa kolęda – liść
  - Hej rośnie se w lesie – śpiew, liść